# Rompecorazones
"Rompecorazones" é uma canção gravada pela cantora e compositora mexicana Dulce María. Foi lançada em 03 de março de 2017 como terceiro single do terceiro disco como solista da cantora, DM (2017). A canção foi composta pela própria cantora junto com Mauricio Rengifo, Julio Reyes e Andres Torres e produzida por Ettore Grenci.

## Lançamento
Rompecorazones foi anunciada por Dulce María como single em 27 de Fevereiro de 2017 através de sua conta oficial no Facebook. Foi lançada no dia 03 de março em todas as plataformas digitais, uma semana antes do lançamento do álbum. A música foi composta pela própria Dulce em parceria com Andre Torres, Julio Reys e Mauricio Rengifo (Dandee, de Cali y Dandee) e alcançou o topo no iTunes em seis países, Brasil, Chile, Eslovênia, Paraguai, Guatemala e Moçambique e Top 10 em outros cinco países.

## Apresentação ao vivo
Durante sua passagem pelo Brasil para a DM World Tour a cantora cantou a canção nos programas The Noite com Danilo Gentili do SBT e Altas Horas da Rede Globo.

## Vídeo musical
O videoclipe de Rompecorazones foi gravado durante o show de início da turnê DM World Tour no dia 24 de março no Teatro Metropolitan, durante uma entrevista Dulce informou que o clipe seria bem diferente pois veremos a Dulce dentro e fora dos palcos.
O videoclipe foi lançado em 10 de março de 2017 e alcançou o primeiro lugar no iTunes de 11 países. O vídeo é uma amostra do que os fãs viveram durante o início da DM World Tour, em que pode se ver desde como Dulce se prepara para o show, o backstage, seus músicos até sua entrada no palco para se entregar por completo aos fãs.

## Lista de faixas
| Download digital |                  |                                                           |               |         |  |
| N.º              | Título           | Compositor(es)                                            | Produtor(es)  | Duração |  |
| 1.               | "Rompecorazones" | Dulce María, Mauricio Rengifo, Julio Reyes, Andres Torres | Ettore Grenci | 3:48    |  |

## Desempenho nas tabelas musicais

### Posições
| Tabela (2017)               | Melhor posição |
| --------------------------- | -------------- |
| México (Monitor Latino Pop) | 7              |

### Tabelas Anuais
| Tabela (2017)                         | Posição |
| ------------------------------------- | ------- |
| México (Monitor Latino Pop Audiencia) | 73      |
| México (Monitor Latino Pop Tocadas)   | 43      |

## Histórico de Lançamento
| País  | Data               | Formato                              |
| ----- | ------------------ | ------------------------------------ |
| Mundo | 3 de março de 2017 | Rádio / Download digital / Streaming |